# Ernst Petersson
Ernst Wilhelm Esbjörn Petersson, född 4 december 1861 i Linköping, död 27 september 1945 i Drottningholm, var en svensk kemist och mejerist.
Ernst Petersson var son till guldsmeden Samuel Petersson. Han avlade mogenhetsexamen i Linköping 1882 och utexaminerades från Tekniska högskolan 1885. Han blev assistent vid Ultuna lantbruksinstitut 1885 och vid veterinär- och lantbrukshögskolan i Köpenhamn 1886 samt vistades 1887–1889 som kemist i Philadelphia, USA. Efter hemkomsten till Sverige inträdde han på mejeribanan och var till 1895 mejerikonsulent i Östergötlands län. Han knöts 1895 på nytt till Ultuna lantbruksinstitut, där först blev tillförordnad adjunkt och 1899 lektor i kemi, bakteriologi och mejerilära samt vid omorganisationen 1917 utnämndes till professor i dessa ämnen. Från 1912 var han institutets prorektor, och 1927 erhöll han avsked. Under många år var han även föreståndare för Uppsala läns kemiska station vid Ultuna, varjämte han var kontrollant vid Uppsala mejeri och vid flera fabriker. han företog studieresor inom Europa på Letterstedt-stipendium samt till USA. Petersson utförde ett värdefullt arbete inom den svenska mejerihanteringen. han tjänstgjorde från 1890-talet som prisdomare vid de allmänna svenska lantbruksmötena och var bedömare hos Svenska smörprovningarna. Som författare medverkade han i fackpressen med artiklar och uppsatser. Bland annat publicerade han några utredningar om mejerihanteringens bakteriologiska problem. Petersson var kyrkopolitiskt verksam inom Helga Trefaldighets församling. Efter sitt avsked flyttade han till Drottningholm. Ernst Petersson är begravd på Lovö kyrkogård.